# Саакян, Галуст Григорьевич
Галу́ст Григо́рьевич Саакя́н (арм. Գալուստ Գրիգորիի Սահակյան; 8 апреля 1949, Ереван — 18 декабря 2022, Ереван) — армянский политический деятель.

## Краткая биография
- 1966—1971 — Ереванский государственный университет, филолог.
- 1970—1972 — слесарь на Ереванском шёлковом комбинате.
- 1972—1991 — работал в системе образования: учитель в школе № 30, заместитель директора в школах № 94 и № 153, директор в школах № 3 и № 185.
- 1991—1996 — заместитель председателя, первый заместитель председателя исполкома Маштоцкого райсовета г. Еревана.
- 1995—1999 — депутат парламента. Член постоянной комиссии по вопросам науки, образования, культуры и молодёжи. Член фракции «Республика», затем депутатской группы «Еркрапа».
- 1999—2003 — вновь депутат парламента. Заместитель председателя постоянной комиссии по вопросам науки, образования, культуры и молодёжи. Член, затем руководитель фракции «Единство».
- С 2003 года — депутат парламента (2003—2007, 2007—2012, 2012—2017) и руководитель фракции «РПА» (2003—2014).
- С 29 апреля 2014 года председатель Национального Собрания Армении.

## Семья
- Арман Саакян — сын, начальник управления по управлению госимуществом Армении[3].
- Тигран Саакян — сын, заместитель министра здравоохранения Армении.
- Жанна Агабабян — жена, сестра депутата Ашота Агабабяна.

## Награды
- Орден Святого Месропа Маштоца (2008 год)
- Орден «За заслуги перед Отечеством» I степени (28 декабря 2016 года) — за многолетнюю активную государственно-политическую деятельность и неизменную преданность делу[4]
- Медаль Мхитара Гоша (14 сентября 2011 года) — по случаю 20-летия независимости Республики Армения, за активное участие в законотворческих процессах в стране, общественно-политической жизни и вклад в установление демократии[5]
- Медаль «Вазген Саркисян» (2005 год)
- Медаль «Гарегин Нжде» (2013 год)
- Медаль «Хачатур Абовян» (2008 год)
- Памятная медаль Премьер-министра Республики Армения (2006 год)
- Памятная медаль «Почетный работник образовательного учреждения» Яворовской школы № 131 (2007 год)
- Золотая памятная медаль «Орёл Горной Армении» (2008 год)
- Золотая памятная медаль «Фритьоф Нансен» (2010 год)
- Орден «Содружество» (16 апреля 2015 года, Межпарламентская ассамблея СНГ) — за активное участие в деятельности Межпарламентской Ассамблеи и её органов, вклад в укрепление дружбы между народами государств — участников Содружества Независимых Государств[6]
- Медаль «МПА СНГ. 25 лет» (27 марта 2017 года, Межпарламентская ассамблея СНГ) — за заслуги в деле развития и укрепления парламентаризма, за вклад в развитие и совершенствование правовых основ функционирования Содружества Независимых Государств, укрепление международных связей и межпарламентского сотрудничества[7]